# Cubase
 Der er for få eller ingen kildehenvisninger i denne artikel, hvilket er et problem. Du kan hjælpe ved at angive troværdige kilder til de påstande, som fremføres i artiklen.

Cubase er navnet på en række sequencer-programmer, til brug for musikere og komponister. Cubase understøtter både MIDI (Music Instrument Digital Interface) som Audio.